# Kybos tereholli
Kybos tereholli är en insektsart som beskrevs av Vilbaste 1980. Kybos tereholli ingår i släktet Kybos och familjen dvärgstritar. Inga underarter finns listade i Catalogue of Life.